# Сьенфуэгос-и-Ховельянос, Франсиско Хавьер де
Франсиско Хавьер де Сьенфуэгос-и-Ховельянос (исп. Francisco Javier de Cienfuegos y Jovellanos; 12 марта 1776, Овьедо, королевство Испания — 21 июня 1847, Аликанте, королевство Испания) — испанский кардинал. Епископ Кадиса с 4 июня 1819 по 20 декабря 1824. Архиепископ Севильи с 20 декабря 1824 по 21 июня 1847. Кардинал-священник с 13 марта 1826, с титулом церкви Санта-Мария-дель-Пополо  с 28 февраля 1831.